# Derbi GPR 50
Derbi GPR 50 - sportowy motorower firmy Derbi.

## Dane Techniczne

### Ogólna informacja o motorowerze
- Model: Derbi GPR 50
- Rok: 2004
- Kategoria: Sport
- Silnik i przeniesienie napędu:
  - Pojemność skokowa 49.9 ccm
  - Moc 7 KW (9,5 KM) przy 8500rpm.
- Typ silnika: Jednocylindrowy
- Liczba suwów: 2
- Stopień sprężania: 13.0:1
- Średnica cylindra x skok tłoka: 39.9 x 40.0 mm
- Zasilanie: Gaźnik
- System chłodzenia: Ciecz
- Skrzynia biegów: 6 biegowa
- Wtórne przeniesienie napędu: Łańcuch

 Wymiary i wagi
- Wysokość całkowita: 1,135 mm
- Długość całkowita: 1,900 mm
- Szerokość całkowita: 670 mm
- Rozstaw osi: 1,303 mm

 Podwozie 
- Zawieszenie przednie: Widelec hydrauliczny
- Skok zawieszenia przedniego: 95 mm
- Zawieszenie tylne: Wahacz z progresywnym elementem resorująco - tłumiącym
- Skok zawieszenia tylnego: 31 mm
- Opona przednia: 90/80-17
- Opona tylna: 110/80-17
- Hamulec przedni: Jednotarczowy
- Średnica przedniej tarczy (lub bębna): 260 mm
- Hamulec tylny: jednotarczowy
- Średnica tylnej tarczy (lub bębna): 220 mm

 Inne dane 
- Pojemność zbiornika paliwa: 7.25 litry
- Wersje kolorystyczne: Czerwony/zielony/szary, Szary/zielony